# 75th Fighter Squadron

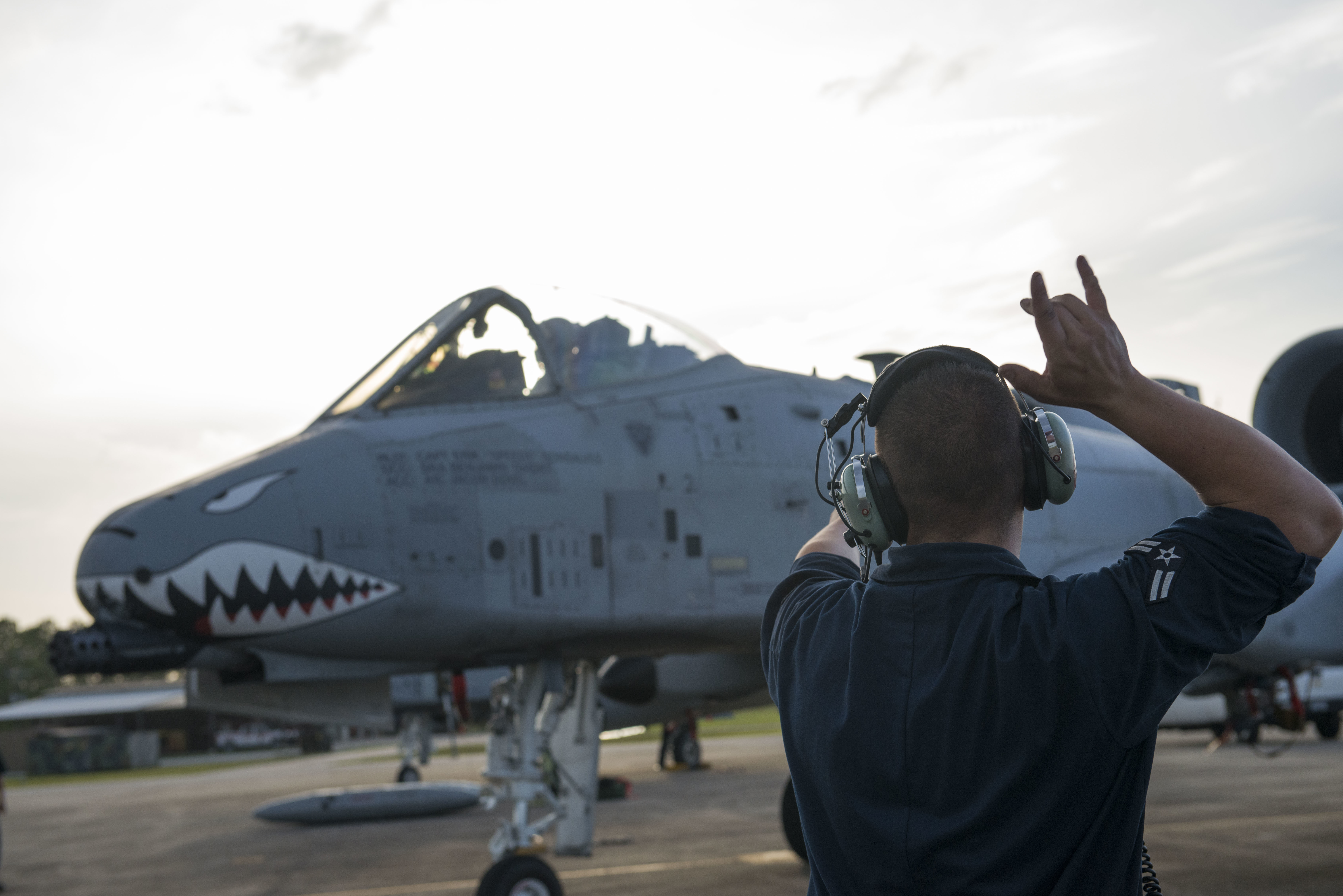
75th Fighter Squadron

Le 75th Fighter Squadron (75 FS) est une unité de l'armée de l'air américaine. Elle est assignée au 23e groupe de chasseurs du Commandement de combat aérien et est stationnée à la base aérienne de Moody, en Géorgie. L'escadron est équipé du chasseur d'attaque Fairchild Republic A-10C Thunderbolt II.
Pendant la Seconde Guerre mondiale, le 75e Escadron de chasse était l'un des trois escadrons originaux (74e, 75e, 76e) du 23e Groupe de chasse.
Le 17 décembre 1941, le 2e escadron de chasse AVG est rebaptisé 23e groupe de poursuite, 75e escadron de poursuite du 23e groupe de poursuite, puis 75e escadron de chasse.